# Katib Çelebi

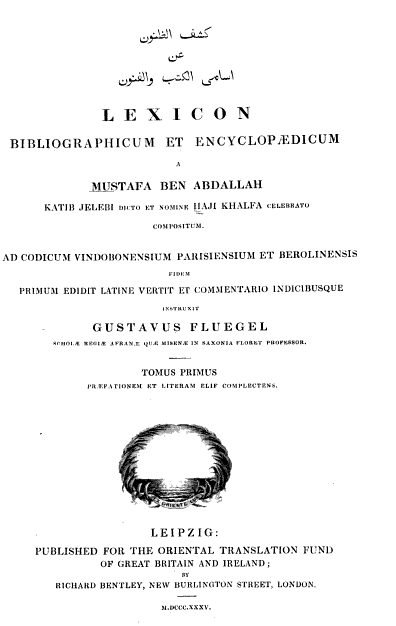
Enciclopédia de caracteres da língua árabe (1835, séc. XIX), escrito por Katib Çelebi. Foi originalmente publicado para a Fundação de Tradução Oriental da Grã-Bretanha e da Irlanda por Richard Bentley, New Burlington Street, em Londres.

Katib Çelebi (1609-1657) foi um erudito otomano, atuante como historiador, geógrafo e enciclopedista, considerado um dos intelectuais mais importantes deste período. Seus escritos, ainda admirados, foram redatados em parte em turco e em parte em árabe. 

## Vida
Sua vida é conhecida principalmente de dados autobiográficos presentes em sua obra. Nascido em Istambul, seu pai era um militar da cavalaria e funcionário governamental, enquanto que sua mãe vinha de uma família endinheirada. Foi aprendiz do pai na chancelaria e participou de várias campanhas militares a Bagdá, Síria e Irã. Na década de 1630 começou a estudar com grandes eruditos de Istambul, e a partir de 1642 começou a lecionar. Deu aulas de leis, teologia e interpretação do Alcorão, matemática e astronomia. Apesar de não ter uma educação formal e de sua posição relativamente baixa na hierarquia estatal, Katib Çelebi teve contato com o melhor da elite intelectual otomana da época, além de alguns eruditos ocidentais.
Faleceu de um ataque cardíaco em 1657, em sua cidade natal. Seu único filho conhecido morreu jovem. Sua biblioteca, provavelmente a maior de Istanbul em mãos privadas, foi vendida em 1659. Vários livros foram comprados pelo emissário dos Países Baixos a Istanbul, Levinus Warner, e estão hoje na biblioteca da Universidade de Leiden.

## Obra
A obra de Katib Çelebi é extensa e abrange uma grande variedade de temas. Está escrita parcialmente em turco e em parte em árabe. Várias são de caráter enciclopédico, o que revela a preocupação do autor por reunir o conhecimento presente em diversas obras dispersas para a leitura da elite erudita da época. Para Katib Çelebi, a história e as ciências eram necessárias para impedir a decadência em que se encontrava o Império Otomano no século XVII. Entre suas obras enciclopédicas estão:
- Kashf az-zunun an asami l-kutub wa l-funun (Remoção da dúvida sobre os nomes de livros e das ciências): um dicionário bibliográfico em árabe que abarca 14500 verbetes de obras literárias e 300 definições de diversas ciências. Cada verbete está acompanhado de comentários. Esta obra é a base da Bibliothèque Orientale (1697) do orientalista francês Barthélemy d'Herbelot.

- Taqvimü’t-tevarih: uma tábua cronológica da história do mundo escrita em persa e turco, abarcando desde a criação até 1648. Tornou-se muito popular pela facilidade de uso, e foi continuada após a morte de Katib Çelebi por outros autores. Foi também popular no Ocidente, sendo traduzida ao latim, francês e italiano.

- Cihannüma: um tratado de geografia do mundo em turco. Várias fontes foram utilizadas para sua redação, tanto ocidentais (Gerardo Mercator, Abraham Ortelius) como orientais (como Piri Reis). Há duas versões do Cihannüma, mas permaneceram incompletas pela morte de Katib Çelebi. Ambas existem hoje em vários manuscritos, além de versões impressas ampliadas por vários autores. Na introdução da segunda versão, Katib Çelebi especificamente relata que o conhecimento da geografia era uma necessidade estratégica para o Império.

Outros trabalhos do autor são traduções de livros ocidentais, originalmente em latim, que Katib Çelebi usou como base para algumas de suas próprias obras. Estas traduções existem em manuscritos únicos, o que mostra que não foram pensadas para difusão geral. Obras traduzidas incluem o Atlas Minor de Mercator na versão de Iodocus Hondius, a Crônica (1548) de Johannes Carion e a Historia rerum in Oriente gestarum ab exordio mundi et orbe condito ad nostra haec usque tempora (1587), versão latina de crônicas bizantinas que Katib Çelebi ampliou com um apêndice sobre a história do Império Otomano.
Alguns dos escritos de Katib Çelebi versam sobre temas políticos e intelectuais da atualidade do Império. Estes incluem o Tuhfetü’l-kibar fi esfari’l-bihar, um tratado sobre a Marinha Otomana datado de 1656, escrito pouco depois da derrota frente aos venezianos em Dardanelos (junho de 1656). A obra termina com 40 sugestões para melhorar a organização e estratégia da Marinha Otomana.